# Hemiteles liambus
Hemiteles liambus är en stekelart som beskrevs av Thomson 1885. Hemiteles liambus ingår i släktet Hemiteles och familjen brokparasitsteklar. Inga underarter finns listade i Catalogue of Life.